# Montipora aspergillus
Montipora aspergillus is een rifkoralensoort uit de familie van de Acroporidae. De wetenschappelijke naam van de soort is voor het eerst geldig gepubliceerd in 2002 door Veron, DeVantier & Turak.